# ماریا بالتسرکیه‌ویچوونا
ماریا بالتسرکیه‌ویچوونا (لهستانی: Maria Balcerkiewiczówna؛ ‏ ۲۱ دسامبر ۱۹۰۳ – ۱۱ فوریهٔ ۱۹۷۵) بازیگر اهل لهستان بود.
از فیلم‌ها یا مجموعه‌های تلویزیونی که وی در آن‌ها نقش داشته‌است، می‌توان به خون‌آشامان ورشو و جنگل جوان اشاره نمود.